# Jen Psaki
Jennifer Rene Psaki (Stamford, 1978. december 1.) amerikai politikai tanácsadó. Jelenleg a Fehér Ház 34. szóvivőjeként dolgozik Biden elnöksége alatt. Korábban az Egyesült Államok Külügyminisztériumának szóvivőjeként dolgozott, és különböző vezető sajtó- és kommunikációs posztokat töltött be Obama elnöksége alatt a Fehér Házban. A CNN munkatársa volt.

## Fiatalkora, tanulmányai
A Connecticut állambeli Stamfordban született James R. Psaki és Eileen Dolan Medvey gyermekeként. Apja nyugdíjas ingatlanfejlesztő, édesanyja pszichoterapeuta. Ír, görög és lengyel felmenői vannak. 1996-ban érettségizett a Greenwich High Schoolban. 2000-ben a William & Mary Főiskola angol szakán diplomázott. Tagja a Chi Omega nőszervezetnek. Egyetemi évei alatt két évig versenyszerű hátúszó volt az egyetem atlétikai csapatánál.

## Karrier

### Kezdetek
Psaki 2001-ben kezdte karrierjét az iowai demokraták újraválasztási kampányában, amelyben Tom Harkin a szenátusi, Tom Vilsack a kormányzói posztért indult. Ezután John Kerry 2004-es elnöki kampányának sajtótitkár-helyettese lett. 2005 és 2006 között kommunikációs igazgatóként dolgozott Joseph Crowley amerikai képviselő mellett és a Demokrata Kongresszus Kampánybizottságának regionális sajtótitkáraként.

### Obama adminisztráció
Barack Obama amerikai szenátor 2008-as elnöki kampánya alatt utazó sajtótitkárként szolgált. Miután Obama megnyerte a választásokat, követte őt a Fehér Házba mint sajtótitkár-helyettes, és 2009. december 19-én előléptették kommunikációs igazgatóhelyettessé. 2011. szeptember 22-én lemondott erről a tisztségről és a washingtoni Global Strategy Group közönségkapcsolati cég irodájának vezető alelnöke és ügyvezető igazgatója lett.
2012-ben visszatért a politikai kommunikációhoz Obama elnök újraválasztási kampányának sajtótitkáraként. 2013. február 11-én az Egyesült Államok Külügyminisztériumának szóvivője lett. A Külügyminisztériumba történő felvétele kapcsán felröppent az a híresztelés, hogy a Fehér Ház sajtótitkárát, Jay Carney-t fogja a sajtótitkári poszton, amikor az elhagyja a Fehér Házat, de 2014. május 30-án bejelentették, hogy Josh Earnest váltja Carney-t. 2015-ben kommunikációs igazgatóként visszatért a Fehér Házba, és az Obama kormányzat végéig maradt.
2017. február 7-én politikai kommentátorként kezdett dolgozni a CNN-en.

### Biden adminisztráció
2020 novemberében elhagyta a CNN-t, és csatlakozott Biden-Harris csapatához. Még ugyanebben a hónapban a Biden adminisztráció Fehér Ház-i sajtótitkárának nevezték ki. Az első sajtótájékoztatót január 20-án este tartotta, az elnöki beiktatás után.

## Magánélete
2010-ben feleségül ment Gregory Mecher-hez, a Demokrata Kongresszus Kampánybizottságának pénzügyi igazgatóhelyetteséhez. Két gyermekük született.

## Külső linkek
- Jen Psaki a Twitteren
- Archivált másolat Psaki hivatalos Twitter-fiókjáról, amit az Obama-adminisztráció ideje alatt használt
- Megjelenése a C-SPAN weboldalán

## Fordítás
- Ez a szócikk részben vagy egészben  a   Jen Psaki című angol Wikipédia-szócikk ezen változatának fordításán alapul.  Az eredeti cikk szerkesztőit annak laptörténete sorolja fel. Ez a jelzés csupán a megfogalmazás eredetét és a szerzői jogokat jelzi, nem szolgál a cikkben szereplő információk forrásmegjelöléseként.